# Christian Matthey
Pour les articles homonymes, voir Matthey.
Christian Matthey est un joueur de football suisse né le 30 septembre 1961.

## Biographie

### En club
- 1979-1981 Servette FC
- 1981-1982 Vevey-Sports
- 1982-1983 FC Fribourg
- 1983-1984 (décembre) FC La Chaux-de-Fonds
- 1985-1988 Grasshopper-Club Zurich
- 1988-1989 FC Aarau
- 1989-1991 FC Lugano
- 1991-1992 FC La Chaux-de-Fonds
- 1992-1994 FC Monthey

### En sélection
- 11 sélections
- Première sélection : Côte d’Ivoire-Suisse 1-0, le 2 décembre 1983 à Abidjan
- Dernière sélection : Suisse-Israël 1-0, le 19 mai 1987 à Aarau